# Саут-Вебстер (Огайо)
Саут-Вебстер (англ. South Webster) — селище (англ. village) в США, в окрузі Сайото штату Огайо. Населення — 670 осіб (2020).

## Географія
Саут-Вебстер розташований за координатами 38°49′1″ пн. ш. 82°43′57″ зх. д. / 38.81694° пн. ш. 82.73250° зх. д. (38.817016, -82.732521).  За даними Бюро перепису населення США в 2010 році селище мало площу 3,43 км², з яких 3,39 км² — суходіл та 0,04 км² — водойми.

## Демографія
Згідно з переписом 2010 року, у селищі мешкало 866 осіб у 370 домогосподарствах у складі 265 родин. Густота населення становила 252 особи/км².  Було 395 помешкань (115/км²).
Расовий склад населення:
| - 98,2 % — білих - 0,3 % — азіатів - 0,1 % — корінних американців - 0,1 % — чорних або афроамериканців |

До двох чи більше рас належало 1,3 %. Частка іспаномовних становила 0,3 % від усіх жителів.
За віковим діапазоном населення розподілялося таким чином: 22,7 % — особи молодші 18 років, 57,6 % — особи у віці 18—64 років, 19,7 % — особи у віці 65 років та старші. Медіана віку мешканця становила 43,9 року. На 100 осіб жіночої статі у селищі припадало 91,2 чоловіків;  на 100 жінок у віці від 18 років та старших — 90,1 чоловіків також старших 18 років.
Середній дохід на одне домашнє господарство  становив 68 519 доларів США (медіана — 53 929), а середній дохід на одну сім'ю — 69 011 долар (медіана — 56 667). За межею бідності перебувало 10,4 % осіб, у тому числі 18,1 % дітей у віці до 18 років та 6,3 % осіб у віці 65 років та старших.
Цивільне працевлаштоване населення становило 279 осіб. Основні галузі зайнятості: освіта, охорона здоров'я та соціальна допомога — 45,5 %, публічна адміністрація — 10,8 %, роздрібна торгівля — 9,0 %, будівництво — 8,2 %.